# Užitni nazobčanec
Užitni nazobčanec ali Šitake (japonska izgovorjava: [ɕiꜜːtake], znanstveno ime Lentinula edodes) je užitna goba, ki izvira iz vzhodne Azije, zdaj pa jo gojijo in uživajo po vsem svetu. V nekaterih oblikah tradicionalne medicine velja za medicinsko gobo.

## Taksonomija in poimenovanje
Glivo je prvič znanstveno opisal kot Agaricus edodes Miles Joseph Berkeley leta 1877. David Pegler jo je leta 1976 uvrstil v rod Lentinula.
Japonsko ime gobe shiitake (椎茸) je sestavljeno iz shii (椎, Castanopsis), za drevo Castanopsis cuspidata, ki zagotavlja odmrle hlode, na katerih se običajno goji, in take (茸, »goba«). Specifično botanično ime edodes je latinska beseda za »užitno«.
Običajno jo imenujejo tudi »žagasta hrastova goba«, »črna gozdna goba«, »črna goba«, »zlata hrastova goba« ali »hrastova goba«.

## Habitat in razširjenost
Šitake rastejo v skupinah na propadajočem lesu listavcev, zlasti šijev (Castanopsis cuspidata) in drugih Castanopsis, kostanja, hrasta, javorja, bukve, ambrovca (Liquidambar), topola, gabra, trdega lesa in murve. Naravna razširjenost vključuje toplo in vlažno podnebje v jugovzhodni Aziji.

## Zgodovina gojenja
Najzgodnejši pisni zapis o gojenju šitak je v Zapisih okrožja Longquan (龍泉縣志), ki jih je sestavil He Zhan (何澹) leta 1209 v času dinastije Song na Kitajskem. 185-besedni opis gojenja šitak iz te literature je bil kasneje večkrat navzkrižno sklicevan in na koncu prilagojen v knjigi japonskega hortikulturista Satō Čūrjōja (佐藤中陵) leta 1796, prvi knjigi o gojenju šitak na Japonskem. 
Japonci so gobo gojili tako, da so drevesa posekali s sekirami in hlode položili ob drevesa, na katerih so že rasle šitake ali so vsebovale spore šitake. Pred letom 1982 se je sorta teh gob na Japonskem lahko gojila samo na tradicionalnih lokacijah z uporabo starodavnih metod.  Poročilo iz leta 1982 o brstenju in rasti japonske sorte je razkrilo možnosti za komercialno gojenje v Združenih državah.
Šitake se zdaj zelo gojijo po vsem svetu in prispevajo približno 25 % celotne letne proizvodnje gob. Komercialno se gobe običajno gojijo v pogojih, ki so podobni njihovemu naravnemu okolju, bodisi na umetnem substratu bodisi na deblih trdega lesa, kot je hrast.

## Kulinarika

### Prehrana
V 100-gramski referenčni porciji surove gobe šitake zagotavljajo 141 kilodžulov (34 kilokalorij) energije hrane in so sestavljene iz 90 % vode, 7 % ogljikovih hidratov, 2 % beljakovin in manj kot 1 % maščobe. Surove gobe šitake so bogat vir (20 % ali več dnevne vrednosti) vitaminov B in vsebujejo zmerne količine nekaterih prehranskih mineralov.
Tako kot vse gobe tudi šitake proizvajajo vitamin D2 po izpostavitvi njihovega notranjega ergosterola ultravijoličnim B (UVB) žarkom sončne svetlobe ali širokopasovnih UVB fluorescenčnih cevi.
Leta 2015 je študija z 52 odraslimi pokazala, da lahko redno uživanje šitak povzroči izboljšano imunost.

### Uporaba
Sveže in posušene šitake imajo so zelo uporabne v vzhodnoazijski kuhinji. Na Japonskem jih postrežejo v miso juhi, uporabljajo jih kot osnovo za nekakšen vegetarijanski daši in kot sestavino številnih soparjenih in dušenih jedi. V kitajski kuhinji jih pogosto pražijo v vegetarijanskih jedeh, kot je Budova radost.
Ena vrsta visokokakovostnih šitak se v japonščini imenuje donko (冬菇), v kitajščini pa dōnggū, dobesedno »zimska goba«. Druga visokokakovostna goba se v kitajščini imenuje huāgū (花菇), dobesedno »cvetlična goba«, ki ima na zgornji površini gobe podoben cvetlični razpokani vzorec. Oboje se goji pri nižjih temperaturah.

## Raziskave

### Dermatitis
Redko lahko uživanje surovih ali rahlo kuhanih gob šitake povzroči alergijsko reakcijo, imenovano »dermatitis šitake«, vključno z eritematoznim, mikropapuloznim, črtastim pruriginoznim izpuščajem, ki se pojavi po vsem telesu, vključno z obrazom in lasiščem in se pojavi približno 24 ur po zaužitju, možno poslabšanje zaradi izpostavljenosti soncu in izgine po 3 do 21 dneh. Ta učinek – domnevno posledica polisaharida lentinana – je pogostejši v vzhodni Aziji, vendar se lahko pojavlja v Evropi, ko se povečuje poraba šitake. Temeljito kuhanje lahko odpravi alergenost.

### Druga uporaba
Obstajajo raziskave, ki raziskujejo uporabo gob šitake pri proizvodnji organskih gnojil in komposta iz trdega lesa.

## Galerija
- Sveže gobe šitake na zelenjavni tržnici v Hong Kongu
- Šitake, ki rastejo divje na Hokaidu
- Korejski pjogo-bokkeum (ocvrte gobe šitake)
- Japonski ekiben šitake-meši (椎茸めし)
- Časovni posnetek rasti šitak
- Lentinan, beta-glukan, izoliran iz gobe šitake
- Mlade šitake gobe na polenu